# Woolworth Building
Woolworth Building er en af de ældste skyskrabere i New York. Den var verdens højeste kontorbygning fra åbningen i 1913 til 40 Wall Street stod færdig i 1930. Med sine 241 meter er Woolworth Building en af USA's femtenhøjeste bygninger.
Woolworth Building er opført som et pragtbyggeri efter inspiration fra middelalderens kirker, noget som gav den tilnavnet The Cathedral of Commerce, da den stod færdig. Bygningen er rigt udsmykket med spir, relieffer, mosaikker og andre ornamentale detaljer i gotisk stil og er utvivlsomt en af New Yorks smukkeste og mest spektakulære bygninger. Woolworth Building er tegnet af Cass Gilbert, og konstruktionen kostede bygherren, Frank Woolworth, 13,5 millioner dollar i årene mellem 1910 og 1913, en sum han siges at have betalt i kontanter ned til sidste penny. 
Bygningen ligger langs Broadway i Lower Manhattan, vis á vis City Hall. Efter angrebet på World Trade Center lige ved var Woolworth uden strøm og telefon i nogle uger. Bygningen fik ingen varige skader, men det rigt udsmykkede indgangsparti blev lukket for publikum efter 11. september 2001.

## Eksterne links
- Billeder af Woolworth Building fra NYCFoto

40°42′44″N 74°0′29″V / 40.71222°N 74.00806°V